# Cerinomyces fasciculatus
Cerinomyces fasciculatus är en svampart som beskrevs av Gilb. & Hemmes 2004. Cerinomyces fasciculatus ingår i släktet Cerinomyces och familjen Dacrymycetaceae.   Inga underarter finns listade i Catalogue of Life.